# 福島県道283号須賀川矢吹線
福島県道283号須賀川矢吹線（ふくしまけんどう283ごう すかがわやぶきせん）は、福島県須賀川市から西白河郡矢吹町に至る一般県道である。

## 概要
須賀川市和田字衿先から西白河郡矢吹町赤沢に至る。

### 路線データ
- 起点：須賀川市和田字衿先（国道118号交点）
- 終点：西白河郡矢吹町赤沢（国道4号交点）
- 総延長：17.588 km[1]
- 実延長：17.507 km

## 歴史
- 1996年（平成8年）12月27日 - 路線認定[2]。
- 2013年（平成25年）12月24日 - 成田バイパス開通[3]。

## 路線状況

### バイパス
- 成田バイパス（岩瀬郡鏡石町）

鏡石成田地区の圃場整備事業、一級河川阿武隈川水系鈴川改修事業と合わせて整備されたバイパス道路であり、2013年（平成25年）12月24日に開通した。成田地区中心部の東側を迂回する。

### 道路施設

#### 橋梁
下川橋
- 全長：39.9 m
- 幅員：6.0（10.0） m
- 形式：PC単純ポステンバルブT桁橋
- 竣工：2007年（平成19年）度
- 施工：常磐興産ピーシー

鏡石町成田東に位置し、一級水系阿武隈川水系鈴ノ川最下流部を渡る。成田バイパス建設に伴い地方特定道路整備事業として建設された。総工費は1億4,400万円。橋上は上下対向2車線で供用されており、上り線側に幅員2.5 mの歩道が設置されている。
白山橋
- 全長：48.76 m
  - 主径間：26.8 m
- 幅員：6.0（11.0） m
- 形式：PC斜材付π形ラーメン橋
- 竣工：1998年（平成10年）度

矢吹町白山で福島県道42号矢吹小野線あぶくま高原道路を渡る跨道橋である。あぶくま高原道路の掘割により路線が分断されることから付替道路として建設された。橋上は上下対向2車線で供用され、下り線側に幅員3.5 mの歩道が設置されている。橋両端にはあぶくま高原道路両側に沿う町道との十字路がそれぞれ設置されている。総工費は1億4,400万円。
折橋
- 全長：38.6 m
- 幅員：7.8 m
- 竣工：1972年（昭和47年）[6]

矢吹町寺内南、寺内西から中畑に至り、一級水系阿武隈川水系泉川を渡る。
滝川橋
- 全長：33.8 m
- 幅員：7.3 m
- 竣工：1972年（昭和47年）[7]

矢吹町松房、大久保から根宿に至り、一級水系阿武隈川水系泉川を渡る。

## 地理

### 通過する自治体
- 福島県
  - 須賀川市 - 岩瀬郡鏡石町 - 西白河郡矢吹町

### 交差する道路
| 交差する道路            | 市町村名 | 市町村名 | 交差する場所 | 交差する場所 |
| ----------------------- | -------- | -------- | ------------ | ------------ |
| 国道118号 / バイパス    | 須賀川市 | 須賀川市 | 和田字衿先   | 起点         |
| 福島県道288号玉川鏡石線 | 岩瀬郡   | 鏡石町   | 成田         |              |
| 福島県道42号矢吹小野線  | 西白河郡 | 矢吹町   | 三城目       |              |
| 福島県道106号石川矢吹線 | 西白河郡 | 矢吹町   | 沢尻         |              |
| 福島県道44号棚倉矢吹線  | 西白河郡 | 矢吹町   | 根宿         |              |
| 国道4号                 | 西白河郡 | 矢吹町   | 赤沢         | 終点         |

### 交差する鉄道
- 東北本線

### 沿線
- LIXIL須賀川工場
- 三神郵便局
- 矢吹町立三神小学校
- 矢吹聖書キリスト教会
- 福島県立光南高等学校